# Ultra Boys
Ultra Boys bildades den 25 september 1999 i Stockholm då ett antal Hammarbysupportrar bestämde sig för att göra en ny banderoll till det stundande derbyt mot Djurgårdens IF. Hammarby IF Fotbolls säkerhetsavdelning började betrakta Ultra Boys som ett problem och 2002 förbjöd man helt sonika i samförstånd med Svenska Fotbollförbundet deras symbol - en dödskalle. Hammarby IF Fotboll och SvFF ansåg att dödskallar var någonting som inte hörde hemma på fotbollsarenor. Detta förbud ledde till en omfattande protest från många av landets mer välkända supporterföreningar och det dröjde inte många matcher innan SvFF tvingades dra tillbaka sitt beslut.